# Low-profile Quad Flat Package

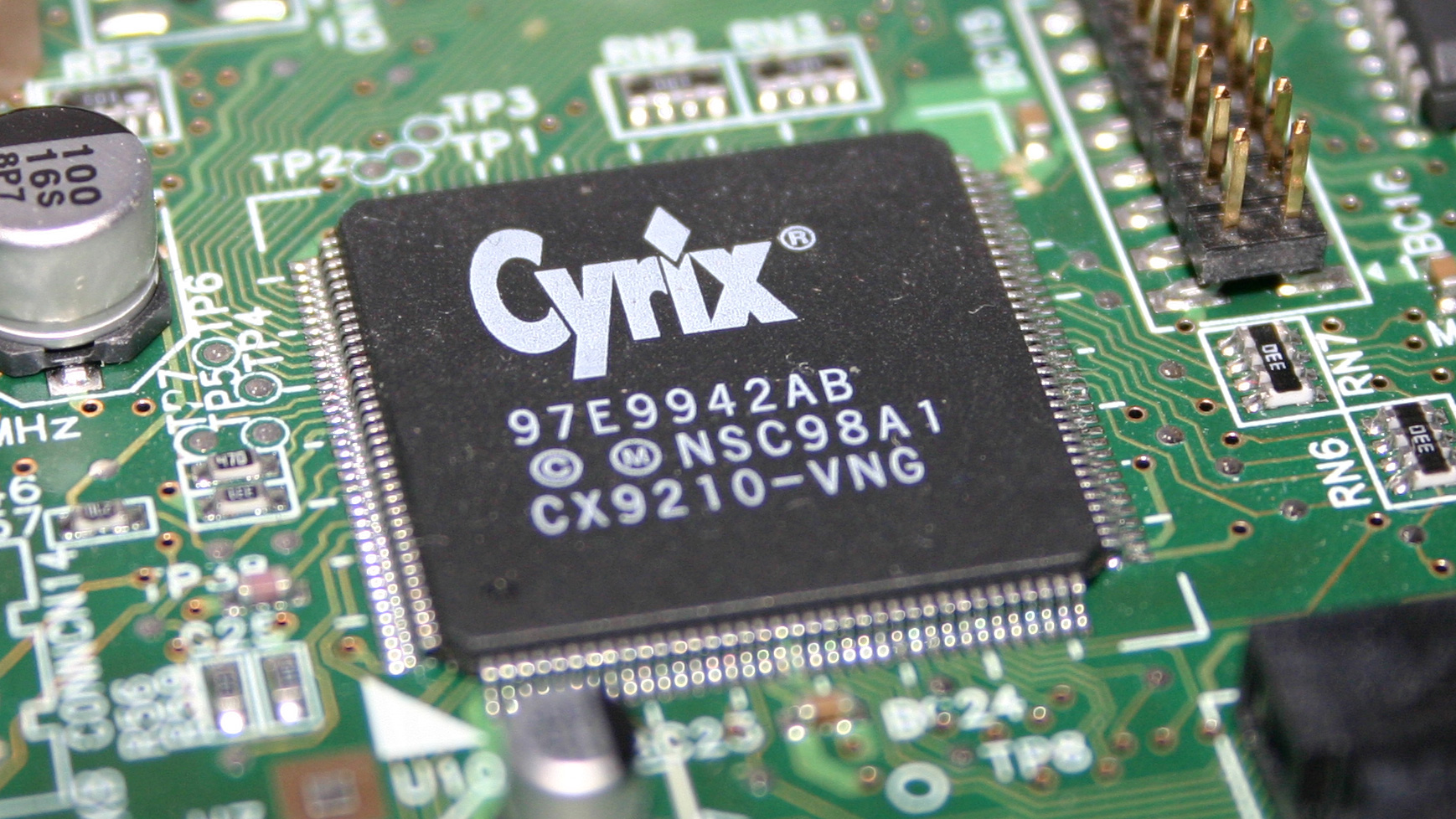
Cyrix CX9210A a encapsulat LQFP de 144 pins

Un encapsulat Low-profile Quad Flat Package (LQFP o encapsulat quadrat pla de perfil baix) és un és un tipus d'encapsulat de circuit integrat per muntatge superficial amb els connectors de components estenent-se pels quatre costats. Els pins es numeren en sentit contrari a les agulles del rellotge a partir del punt guia. L'espai entre pins pot variar, els intervals més comuns són 0.4, 0.5, 0,65 i 0,80 mm.